# Алумона, Александр Сильвестрович
Алекса́ндр Сильве́стрович Алумона (18 декабря 1983, Москва, СССР) — российский футболист, нападающий.

## Биография
Имеет нигерийские корни. Футболом начал заниматься в 12 лет, первый тренер — Валерий Бобков. В начале карьеры играл за любительские российские клубы «Коммунальщик» Чехов (2000—2002) и «Серпухов» (2002—2003). В сезоне 2003/04 был в составе венгерского клуба «Дунаканьяр-Вац», в сезонах 2004/05 — 2006/07 играл в чемпионате Венгрии в составе «Фехервара» Секешфехервар. Большую часть карьеры провёл в белорусских клубах «Неман» Гродно (2007—2009), БАТЭ (2009—2010), «Шахтёр» Солигорск (2010—2012), «Гомель» (2012), «Нафтан» Новополоцк (2013), «Белшина» Бобруйск (2014), «Ислочь» (2014—2016).
Вторую половину сезона-2013 провёл в казахстанском «Тоболе» Костанай. Вернувшись в Россию, играл за команды ФНЛ «Тамбов» (2016/17) и ПФЛ «Динамо» Брянск (2017/18).

## Достижения
- Бронзовый призёр чемпионата Венгрии: 2005/06
- Обладатель Кубка Венгрии: 2005/06
- Чемпион Белоруссии: 2009
- Обладатель Суперкубка Белоруссии: 2010
- Серебряный призёр чемпионата Белоруссии: 2010, 2011, 2012
- Серебряный призёр Кубка Содружества: 2011